# Xian de Wucheng
Pour les articles homonymes, voir Wucheng.
Le xian de Wucheng (武城县 ; pinyin : Wǔchéng Xiàn) est un district administratif de la province du Shandong en Chine. Il est placé sous la juridiction de la ville-préfecture de Dezhou.

## Démographie
La population du district était de 365 217 habitants en 1999.